# 윌리엄 알렉산더 그레이엄
윌리엄 알렉산더 그레이엄(William Alexander Graham, 1804년 9월 5일~1875년 8월 11일)은 미국의 정치인이다. 1845년부터 1849년까지 제30대 노스캐롤라이나 주지사를, 1850년부터 1852년까지 제20대 미국 해군 장관을 지냈다.

## 생애
1804년 그레이엄은 노스캐롤라이나 링컨톤 근교에서 태어났다. 그의 할아버지는 스코트랜드계 아일랜드인으로 북아일랜드의 다운 주 드럼보에서 태어나, 펜실베이니아주 체스터 군에 정착했다. 그레이엄은 1824년에 노스캐롤라이나 대학을 졸업하고, 1825년에 변호사 인가를 받아 같은 주 힐스보로에서 법률 사무소를 개업했다. 그레이엄은 1833년에 오렌지 카운티에서 노스캐롤라이나 하원 의원으로 선출되어 1840년까지 의원을 역임했다. 또한 그동안 하원 의장직을 두 번 수행했다.
1840년 그레이엄은 로버트 스트레인지의 사임에 따라 휘그당에서 미국 상원 의원에 선출되었다. 그레이엄은 같은 해 11월 25일에 상원의원으로 부임하였고, 1843년 3월 3일까지 같은 일에 종사했다. 제27회 연방의회에서는 상원 청구위원회의 의장을 역임했다.
1845년에서 1849년까지 그레이엄은 노스캐롤라이나 주지사를 지냈다. 그 후 1849년 그레이엄은 스페인과 러시아 대사로 지명을 받았지만 거절했다. 1850년 그레이엄은 밀러드 필모어 대통령의 해군장관으로 지명을 받아 1852년까지 그 직을 수행했다. 1852년 대선에서는 윈필드 스콧의 부통령 후보로 휘그당에서 출마했으나 민주당 후보에게 패배했다. 선거 후, 노스캐롤라이나에 돌아온 그레이엄은 1854년에서 1866년까지 주 상원 의원을 역임했으며, 1864년에서 1865년까지 아메리카 연합국 상원 의원이기도 했다.
1866년 그레이엄은 다시 미국 상원 의원으로 선임되었다. 하지만 남북 전쟁 이후 노스캐롤라이나는 그 당시 미국 복귀 승인을 얻을 수 없었기 때문에 신임장을 얻을 수 없었고, 실제로 부임 수 없었다. 1867년에서 1875년까지 그레이엄은 피바디 기금의 수락위원회의 위원을 맡아 남북전쟁으로 피폐한 남부 교육 지원을 실시했다. 그레이엄은 1873년에서 1875년까지 버지니아와 메릴랜드의 경계에 관한 논쟁의 중재인을 맡았다.
1875년 그레이엄은 뉴욕주 새러토가스프링스에서 사망했다. 그레이엄의 시신은 노스캐롤라이나 힐즈 장로 교회 묘지에 묻혔다.
그레이엄의 사후, 그 공적을 인정받아 미국 해군의 구축함 그레이엄에 그 이름이 붙여졌다.

## 역대 선거 결과
| 선거명        | 직책명                              | 대수 | 정당       | 득표율  | 득표수 (선거인단)  | 결과 | 당락                           |
| ------------- | ----------------------------------- | ---- | ---------- | ------- | ------------------ | ---- | ------------------------------ |
| 1837년 선거   | 하원의원 (노스캐롤라이나 제8선거구) | 25대 | 휘그당     | 48.09%  | 2,400표            | 2위  | 낙선                           |
| 1840년 재선거 | 상원의원 (노스캐롤라이나 제3부)     | 26대 | 휘그당     | 60.49%  | 98표               | 1위  | 노스캐롤라이나주 상원의원 당선 |
| 1842년 선거   | 상원의원 (노스캐롤라이나 제3부)     | 28대 | 휘그당     | 41.57%  | 69표               | 2위  | 낙선                           |
| 1844년 선거   | 노스캐롤라이나 주지사               | 30대 | 휘그당     | 51.92%  | 42,586표           | 1위  | 노스캐롤라이나 주지사 당선     |
| 1846년 선거   | 노스캐롤라이나 주지사               | 30대 | 휘그당     | 54.97%  | 43,486표           | 1위  | 노스캐롤라이나 주지사 당선     |
| 1846년 재선거 | 상원의원 (노스캐롤라이나 제3부)     | 29대 | 휘그당     | 0.62%   | 1표                | 3위  | 낙선                           |
| 1852년 선거   | 미국의 부통령                       | 13대 | 휘그당     | 43.86%  | 1,386,942표 (42명) | 2위  | 낙선                           |
| 1853년 선거   | 상원의원 (노스캐롤라이나 제2부)     | 34대 | 휘그당     | 1.04%   | 6표                | 13위 | 낙선                           |
| 1858년 재선거 | 상원의원 (노스캐롤라이나 제3부)     | 35대 | 휘그당     | 29.56%  | 47표               | 2위  | 낙선                           |
| 1861년 선거   | 상원의원 (노스캐롤라이나 제3부)     | 37대 | 공화당     | 11.57%  | 17표               | 2위  | 낙선                           |
| 1864년 선거   | 상원의원 (노스캐롤라이나 제1부)     | 37대 | 무소속     | 100.00% | 17표               | 1위  | 노스캐롤라이나주 상원의원 당선 |
| 1865년 선거   | 상원의원 (노스캐롤라이나 제1부)     | 39대 | 국민연방당 | 89.61%  | 138표              | 1위  | 노스캐롤라이나주 상원의원 당선 |
| 1868년 선거   | 상원의원 (노스캐롤라이나 제3부)     | 41대 | 국민연방당 | 21.53%  | 31표               | 2위  | 낙선                           |